# ラ・サール会
ラ・サール会（ラ・サールかい）は、フランスの司祭・教育者であるジャン＝バティスト・ド・ラ・サールが1684年に創設したカトリック教会の修道会で、本部はローマにある。フランス語での正式名称は les Frères des Écoles Chrétiennes （フランス語発音: [le frɛːr de zekɔl kretiɛn] レフレールデゼコルクレティエンヌ）で、この場合の日本語訳は「キリスト教学校修士会」。
世界約80カ国で約1000校の学校を経営し、教育のための修道会の中では最大規模となっている。修道士（フレール、ブラザー）の数は約6000名。

## 日本

### 概要
日本では鹿児島県鹿児島市にある「鹿児島修道院」（北緯31度31分48秒 東経130度31分38.9秒 / 北緯31.53000度 東経130.527472度）を日本管区の事実上の本部とし、鹿児島県鹿児島市にラ・サール学園（北緯31度31分48秒 東経130度31分38.9秒 / 北緯31.53000度 東経130.527472度）、北海道函館市に函館ラ・サール学園（北緯41度47分18.7秒 東経140度47分26.5秒 / 北緯41.788528度 東経140.790694度）、宮城県仙台市にラ・サール・ホーム（北緯38度16分45.8秒 東経140度54分57.2秒 / 北緯38.279389度 東経140.915889度）を経営している。 かつてはラ・サール・ハウスと呼ばれる学生寮が東京都の上原と日野にあったが、閉鎖された。

### 年表
- 1932年（昭和7年） ラ・サール会修道士達、カナダ管区モントリオールから函館市に到着（日本におけるラ・サール会の起源）
- 1936年（昭和11年） 仙台市に移り外国語学校を経営
- 1948年（昭和23年） 仙台市にて児童養護施設、光ケ丘天使園（後のラ・サール・ホーム）を設立
- 1950年（昭和25年） ラ・サール高等学校、鹿児島市に設立
- 1960年（昭和35年） 函館ラ・サール高等学校、函館市に設立